# Michel Anguier
Michel Anguier  (Eu, 28 de setembro de 1612 — Paris, 11 de julho de 1686) foi um escultor francês.

## Biografia
Michel Anguier é o escultor de uma Anfitrite para o parque de Versailles, dos baixos-relevos do arco do triunfo no Porte Saint-Denis, em Paris, iniciado em 1674, para servir de memorial para as conquistas de Luís XIV. Um grupo em mármore da Natividade, na igreja do Val-de-Grâce é considerado sua obra-prima.
Anguier estudou com seu irmão mais velho, François (1604-1669), também escultor, mas de menor reputação, até sua viagem para Roma. Ficou dez anos em Roma, onde ficou amigo de Alessandro Algardi, Nicolas Poussin e de François Duquesnoy.
Retornou a Paris em 1651, e trabalhou com seu irmão no mausoléu de Henrique, duque de Montmorency em Moulins. De 1662 a 1667 dirigiu o progresso da escultura e decoração da igreja do Val-de-Grâce, e foi ele quem supervisionou a decoração dos aposentos de Ana de Áustria no antigo Louvre. Nicolas Fouquet também o empregou para o seu Castelo de Vaux-le-Vicomte.
Executou também esculturas para o altar de Saint-Denis-de-la-Châtre, um crucifixo em mármore para o altar da Sorbonne e as estátuas de Plutão, Ceres Netuno e Anfitrite dos jardins de Versailles.
Foi professor na Academia Real de Escultura.
Michel Anguier e seu irmão François são conhecidos como os irmãos Anguier. Atualmente, em sua cidade natal Eu, a escola primária recebe o nome de Michel Anguier.
Uma estátua de pedra de Joseph Tournois, representando Michel Anguier, enfeita a escadaria de entrada do Museu de Belas Artes de Ruão.